# 孫文記念館
孫文記念館（そんぶんきねんかん）は、兵庫県神戸市垂水区の舞子公園内にある博物館。旧称は孫中山記念館（そんちゅうざんきねんかん）。八角形の中国式楼閣『移情閣』は1915年築の現存する日本最古のコンクリートブロック造建造物で、国の重要文化財に指定されている。

## 概要
辛亥革命の父と仰がれる孫文（孫中山）を顕彰する日本で唯一の博物館として、神戸潜伏中の彼をかくまった川崎重工業の松方幸次郎との縁もあり、1984年に開設された。建物は、華僑の貿易商で相場師の呉錦堂（1855年～1926年）の舞子海岸にあった別荘・「松海別荘」内に1915年に建てられた八角形の中国式楼閣「移情閣」(六角に見えることから六角堂と通称される)と付属棟などである。建物は1890年代に現在の付属棟が建てられ、移情閣等が大正時代に新たに建てられた。
舞子公園内には2000年に移築された。松海別荘は1913年に孫文一行が神戸を訪れた際の歓迎会の会場であった。
現在、館内の壁面は復元製作された金唐革紙（手製の高級壁紙）によって装飾されて、館内には孫文の著作や遺品などの貴重な資料が展示されている。自筆の石碑「天下為公」も残っている
楼閣の「移情閣」という別称は、窓から六甲山地、瀬戸内海、淡路島、四国と「移り変わる風情」を楽しめることから名づけられた。イギリス人建築家アレクサンダー・ネルソン・ハンセルの弟子・横山栄吉の設計で、八方どの窓からも違った景色に出合い、我を忘れる、ということから「移情閣」と名づけたとも言われる。また、楼閣の外観が六角形にも見えることから地元では「舞子の六角堂」と呼ばれている。

### 沿革

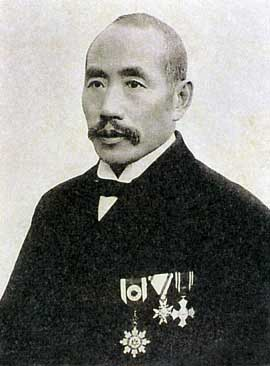
呉錦堂（1855－1926）。浙江省出身の貿易商で相場師。1885年に来日し1904年に日本に帰化。行商から中国綿花の取引で成功し、鐘紡紡績、東亜セメント、小野田セメント、大阪メリヤスなどの大株主となった

呉錦堂の「松海別荘」は前述のように明治20年代から建設が始められた。還暦を迎え、事業の一線から退いた呉は、1915年に、コンクリートブロック造建築としては最初期のものである移情閣を建てた。呉の没後の1928年、国道の拡幅に伴い松海別荘の本館は撤去されたが、移情閣は保存された。これは、貴重な建造物として残されたわけではなく、この建物が船舶航行上の目印となるという理由であった。移情閣は第二次大戦中は軍の施設として使われ、戦後は呉家から神戸中華青年会に寄贈されて、華僑の集会所として使用された時期もあった。しかし、1965年の台風で被害を受けてから、建物は管理が行き届かなくなり荒廃、内装の一部はその過程で失われていった。
その後、孫文ゆかりの地にあるこの建物を孫文の記念館として再生しようという動きがあらわれた。日中国交正常化10周年を機に、こうした機運がたかまり、関西大学教授で孫文の研究者であった山口一郎が中心となって兵庫県に働きかけた。こうして1983年には移情閣が兵庫県に寄贈され、翌1984年11月12日（孫文の誕生日）に「孫中山記念館」として開館した。初代館長は前述の山口一郎である。
明石海峡大橋の建設、また舞子駅周辺整備計画の1つであった国道2号線の拡幅工事を機に移情閣移転の話が持ち上がったが、コンクリートブロック造3階建ての建築を移転することは建築基準法上不可能で、一時は取り壊しのうえ外観のみ復元という案も出た。しかし、1993年12月に建物が兵庫県の有形文化財に指定されたことから法規上の問題はクリアされた。建物は1994年3月から解体に着手。この時、金唐革紙等の館内装飾・備品の復元製作が行われた。解体中の1995年1月17日に阪神・淡路大震災に遭遇するも、附属棟は解体済みで移情閣も造作材が搬出済み、残る外壁ブロックが一部損傷する程度の被害に収まった。200メートル離れた現在地に移築完了したのは2000年のことである。2001年11月14日付けで「移情閣」の名称で国の重要文化財に指定された。
2014年には、開館30周年を記念して、孫文銅像除幕式が行われ、孫文の曾孫にあたる宮川祥子慶應義塾大学准教授らが出席した。

## 建物概要
- 移情閣 - 大正4年（1915年）竣工、設計横山栄吉、木骨コンクリートブロック造、地上3階、延床面積305.37m2、国の重要文化財
- 付属棟 - 1890年代築、木骨煉瓦造、地上2階、延床面積344.39m2
- 管理棟 - 地上1階、延床面積88.70m2

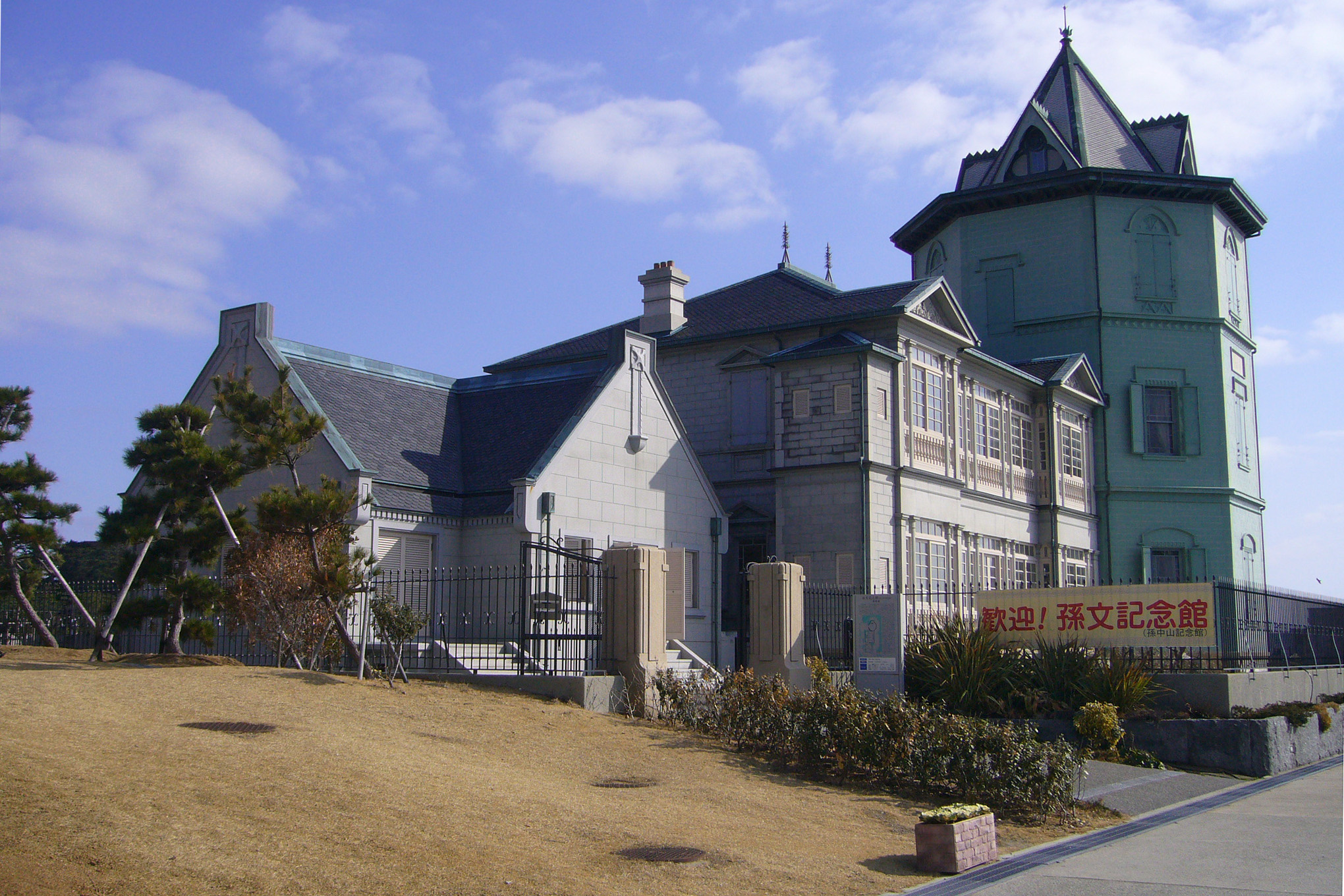
左手前から管理棟・付属棟・移情閣
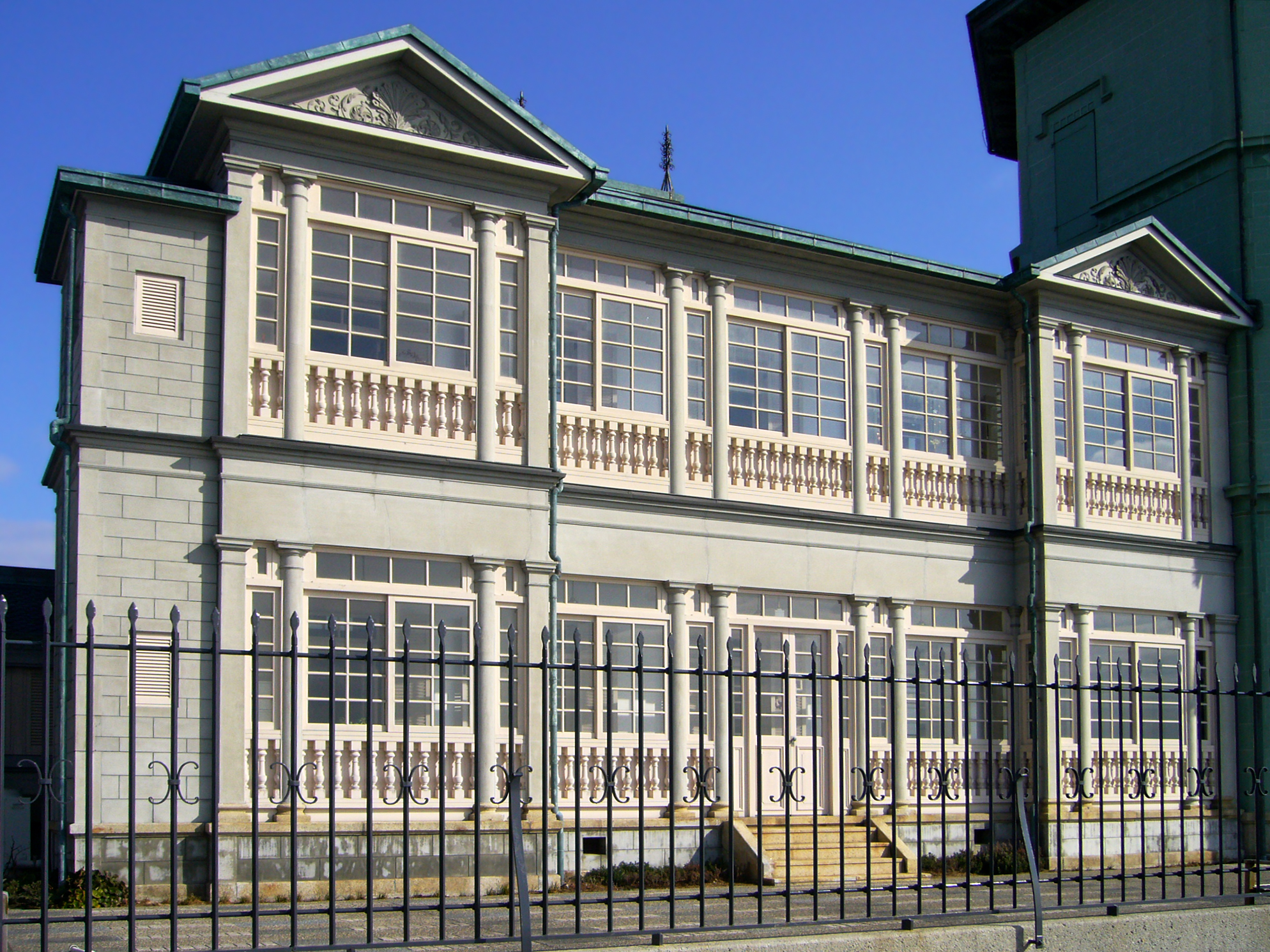
付属棟
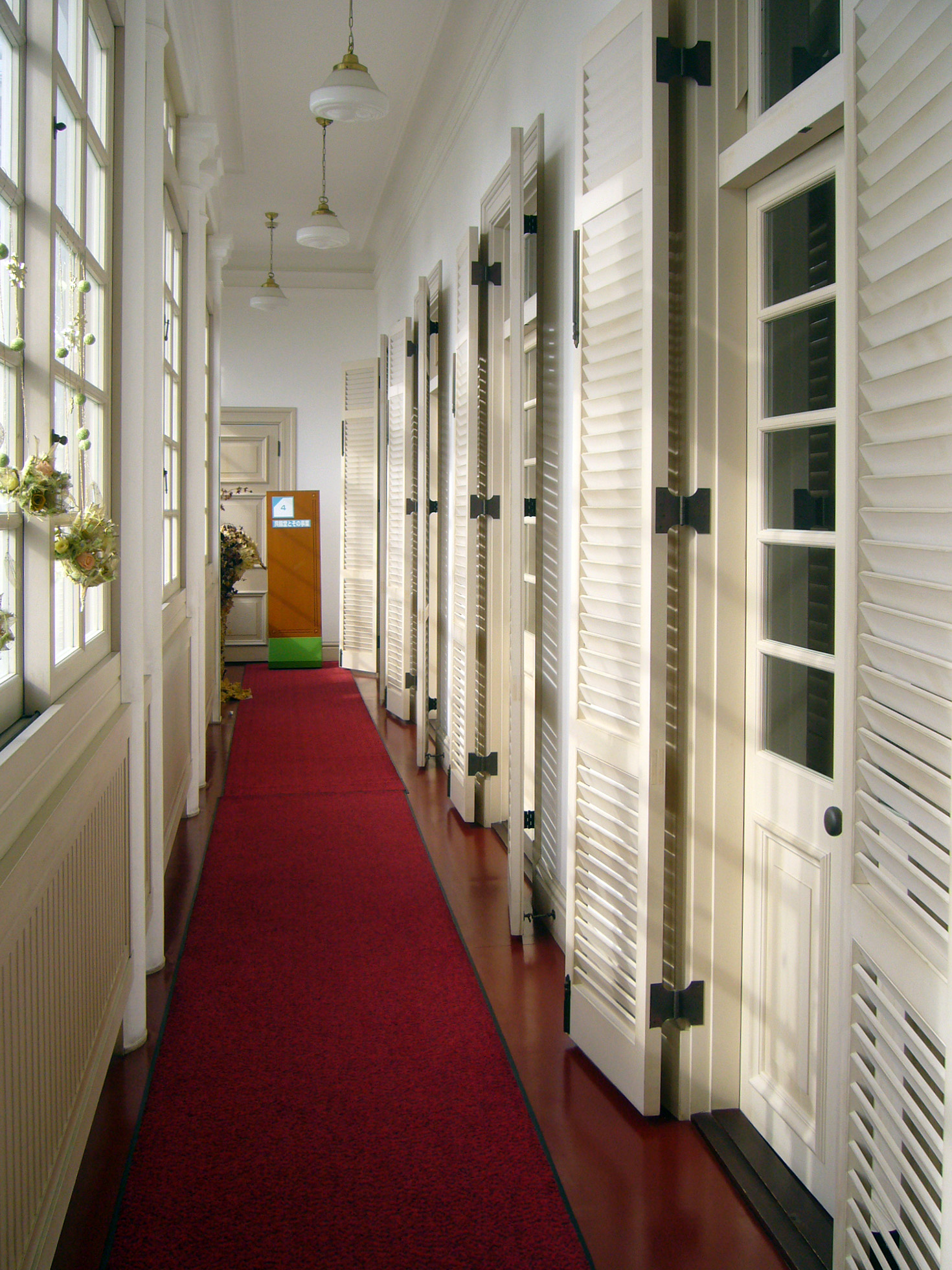
付属棟2階の内部
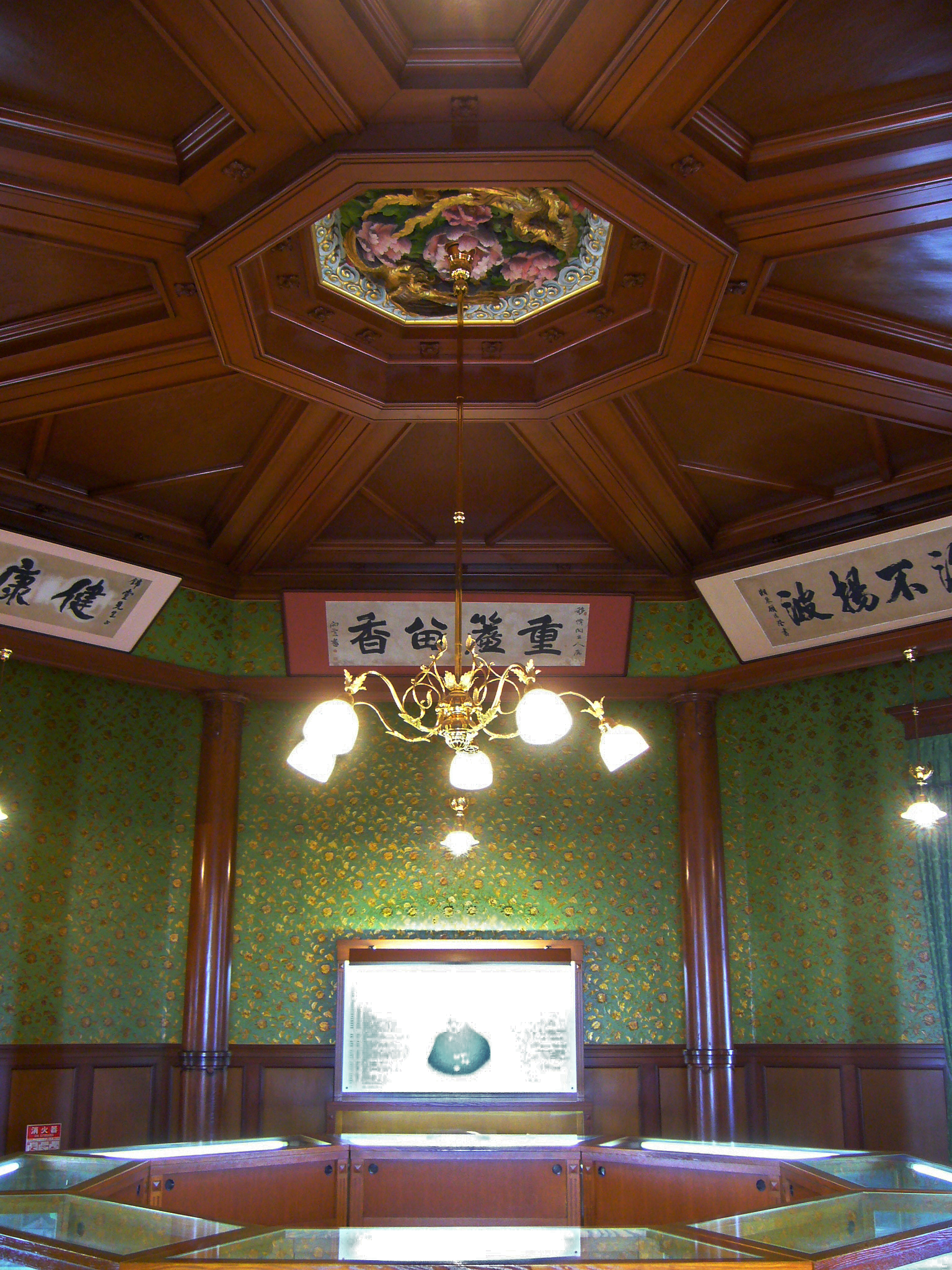
移情閣2階の内部 金唐革紙で飾られた壁
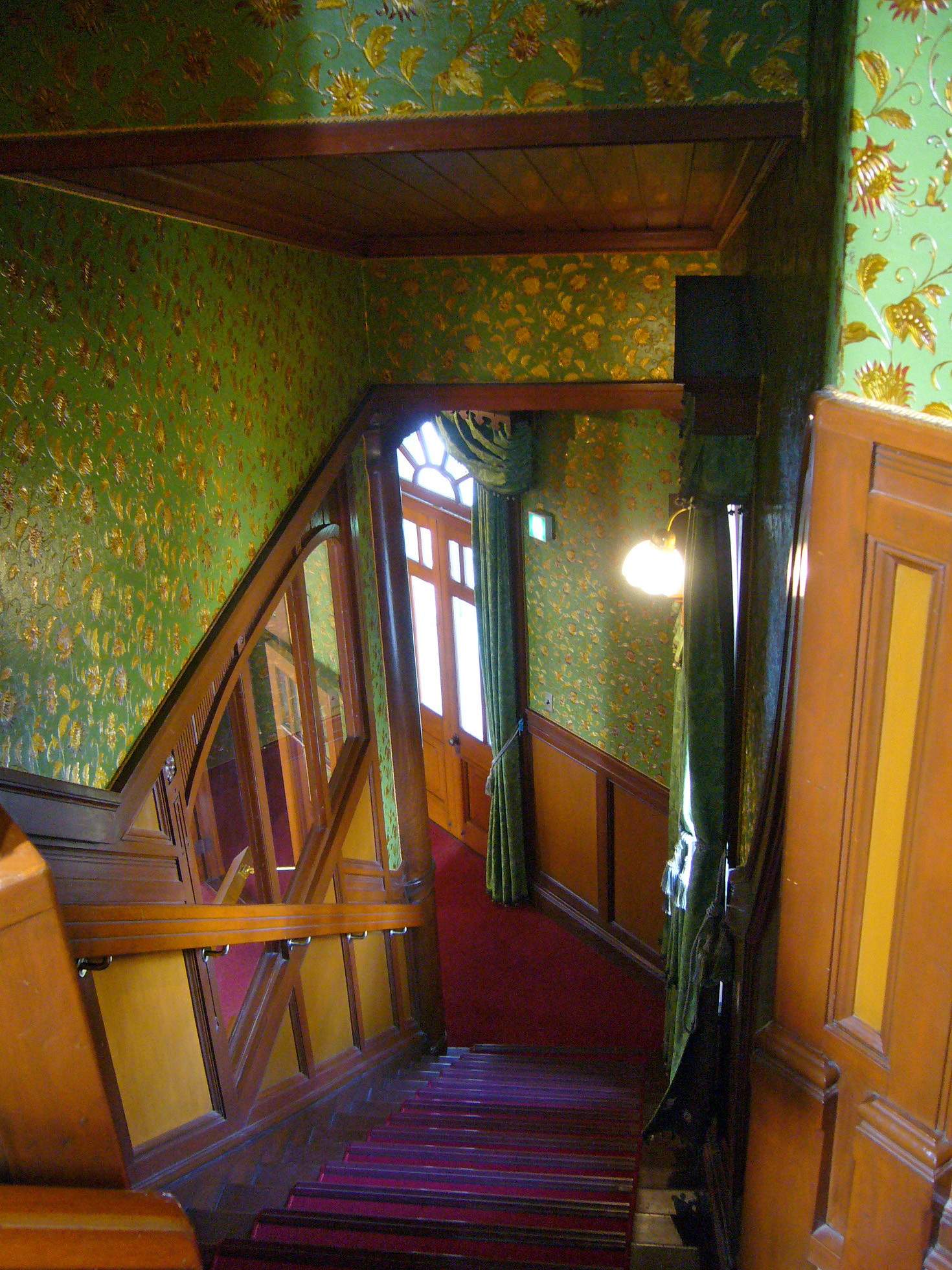
移情閣の階段 金唐革紙で飾られた壁

## 周辺情報

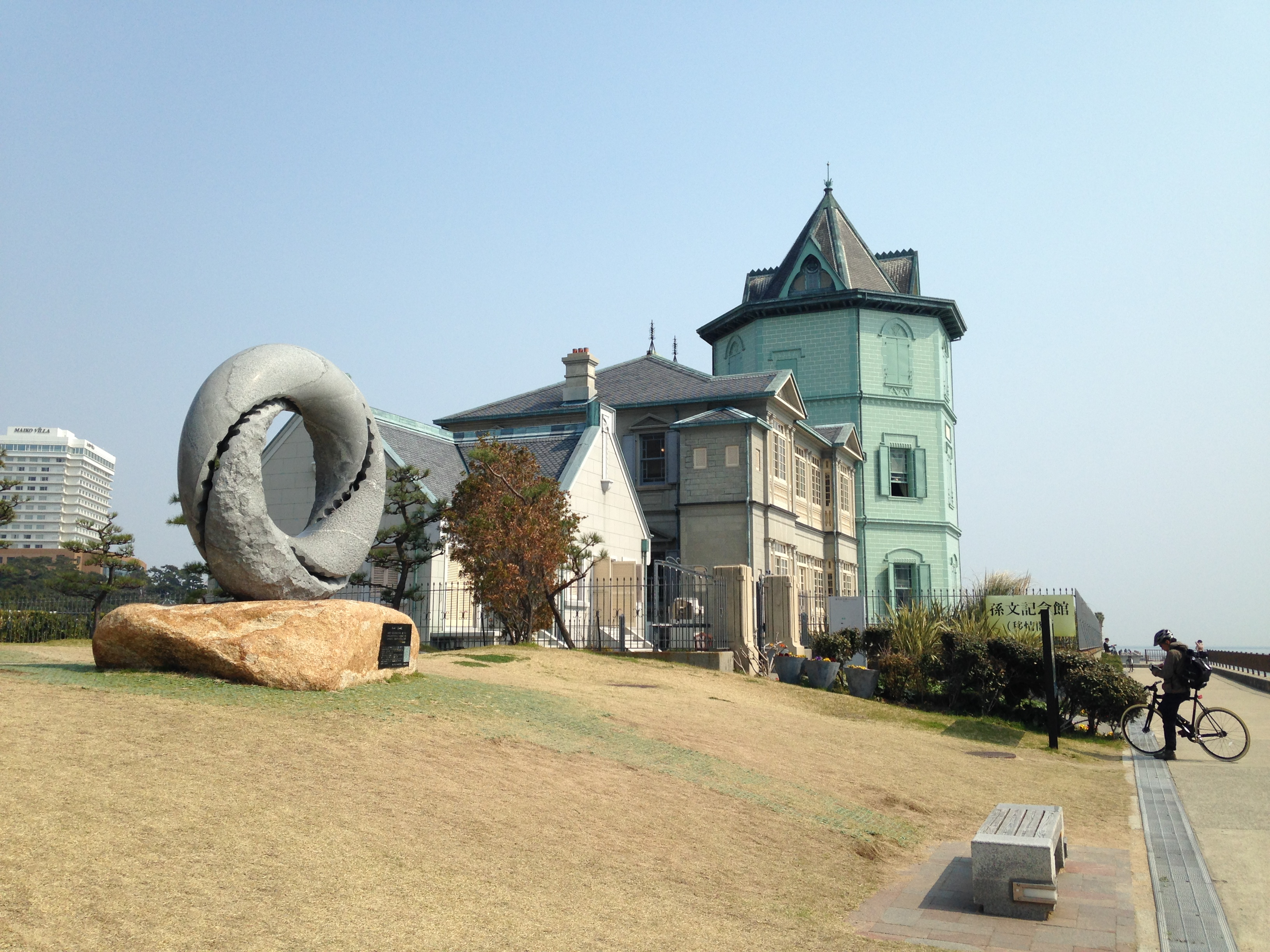
孫文記念館と原口忠次郎の偉業を記念したモニュメント「夢レンズ」（牛尾啓三の作品。）

- 兵庫県立舞子公園 - 旧武藤山治邸、旧木下家住宅、橋の科学館、明石海峡大橋、舞子海上プロムナード
- 舞子ホテル
- マリンピア神戸
- 五色塚古墳